# Ko Bergman
Jacobus Frederik Theodorus „Ko” Bergman (ur. 16 grudnia 1913 w Amsterdamie, zm. 19 listopada 1982 w Hellendoorn) – piłkarz holenderski grający na pozycji napastnika. W swojej karierze rozegrał 8 meczów i strzelił 5 goli w reprezentacji Holandii.

## Kariera klubowa
Całą swoją karierę piłkarską Bergman spędził w klubie Blauw-Wit Amsterdam. Zadebiutował w nim w 1930 roku i grał w nim do 1951 roku.

## Kariera reprezentacyjna
W reprezentacji Holandii Bergman zadebiutował 31 października 1937 roku w przegranym 2:3 towarzyskim meczu z Francją, rozegranym w Amsterdamie. Od 1937 do 1947 roku rozegrał w kadrze narodowej 8 meczów i zdobył w nich 5 bramek.